# Elevadores del Canal del Centro
Los ascensores hidráulicos del Canal du Centre son una serie de cuatro esclusas hidráulicas cerca de la ciudad de La Louvière en el Sillon industriel de Valonia, clasificados como Patrimonio Importante de Valonia y, en 1998 como un lugar Patrimonio de la Humanidad en la provincia de Henao. Junto con un tramo particular de 7 kilómetros del Canal du Centre, que conecta las cuencas de los ríos Mosa y el Escalda, el nivel del agua se eleva 66,2 metros. Para superar esta diferencia, se inauguró el ascensor de 15,4 metros de Houdeng-Goegnies en 1888, y los otros tres ascensores, cada uno con una elevación de 16,93 metros, se abrieron en 1917.
Los ascensores son dobles, consistiendo en dos tanques móviles verticalmente o caissons, cada uno sostenido en el centro por una columna de hierro. Las dos columnas están hidráulicamente unidas de tal manera que uno de los caisson se alzan mientras el otro desciende, con el peso de uno equilibrando el peso del otro.
Estos ascensores fueron diseñados por Edwin Clark de la compañía británica Clark, Stansfield & Clark.
Los ascensores fueron una parte de la inspiración detrás de las esclusas de Peterborough y Kirkfield en Canadá. A finales de los años 1800, Richard Birdsall Rogers visitó las esclusas para entender y estudiar posibles ideas para un sistema de esclusas.

## Historia reciente

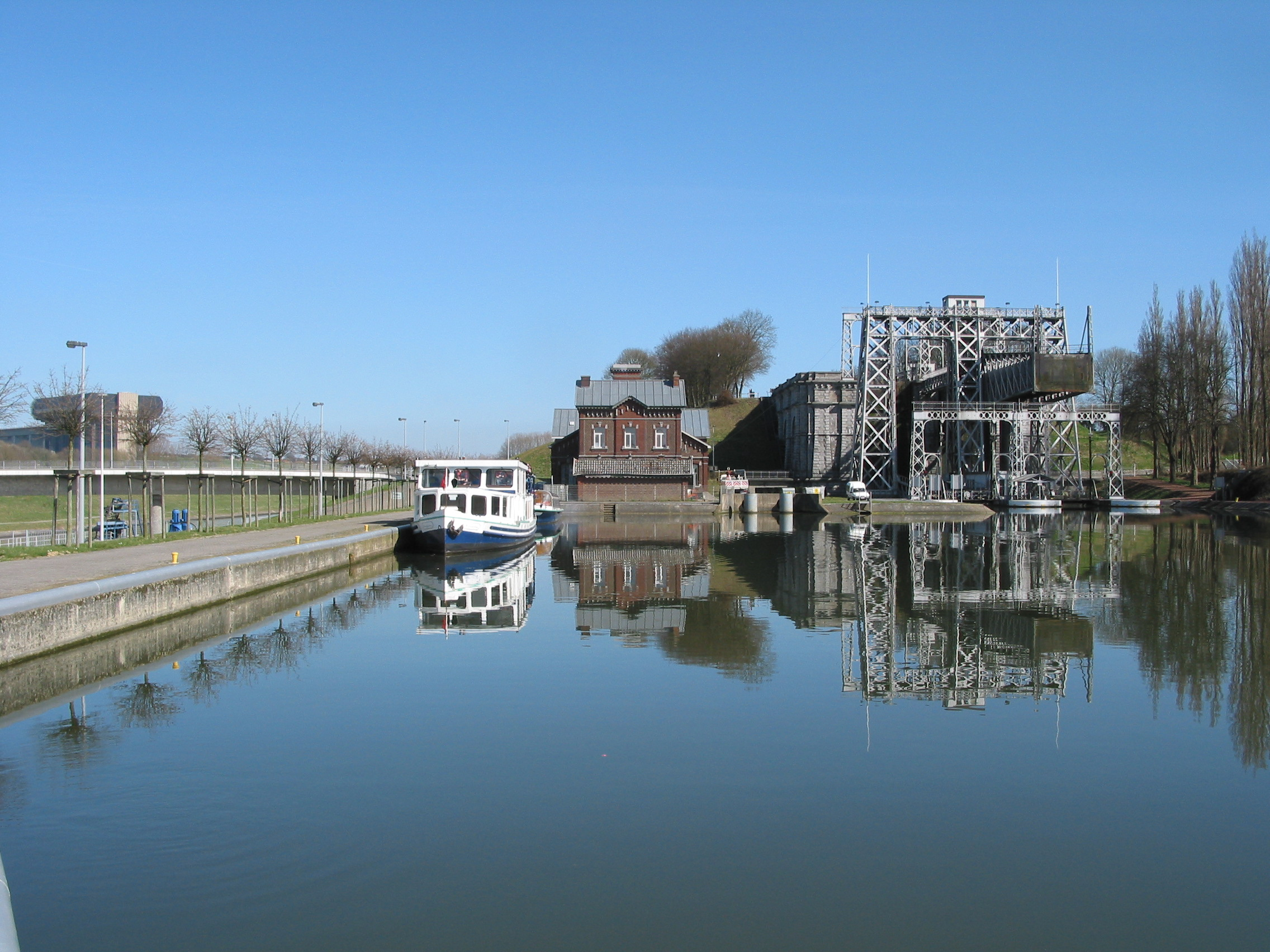
Thieu: ascensor n.º 4 y, en el extremo izquierdo en el fondo, el moderno ascensor funicular de Strépy-Thieu.

Estos monumentos industriales de primera calidad fueron calificados por la Unesco como un lugar Patrimonio de la Humanidad en 1998. De las ocho esclusas hidráulicas construidas a finales del siglo XIX y principios del XX, los cuatro del Canal du Centre son los únicos que aún funcionan en su forma original.
Desde 2002, la operación de las esclusas se ha limitado a usos recreativos. El tráfico comercial actualmente elude los antiguos ascensores y es manejado por el enorme pórtico elevador de Strépy-Thieu, cuyo alzamiento de 73 metros fue el más alto del mundo cuando se terminó.
Tras un accidente en enero de 2002, en que el elevador, por error, comenzó a alzarse al tiempo que estaba saliendo una barcaza a motor, el ascensor nº 1 quedó fuera de servicio. Durante las obras de reparación, que empezaron en 2005, se emprendió una restauración concienzuda. Las obras de restauración en los ascensores número 1 y 4 aún están en marcha en 2008.

Ubicación del pórtico elevador n.º 1-4.
'A' es el nuevo ascensor funicular de Strépy-Thieu.

## Detalles
| Esclusa | Nombre del lugar    | Coordenadas                            | Altura | Foto |
| ------- | ------------------- | -------------------------------------- | ------ | ---- |
| N.º 1   | Houdeng-Goegnies    | 50°29′15″N 4°10′33″E / 50.4875, 4.1758 | 15,40m |      |
| N.º 2   | Houdeng-Aimeries    | 50°28′57″N 4°08′32″E / 50.4826, 4.1423 | 16,93m |      |
| N.º 3   | Strépy-Bracquegnies | 50°28′53″N 4°08′14″E / 50.4813, 4.1373 | 16,93m |      |
| N.º 4   | Thieu               | 50°28′17″N 4°05′40″E / 50.4714, 4.0945 | 16,93m |      |